# Competenza interculturale
La competenza interculturale è la capacità di comunicare in modo efficace con persone di altre culture. Questa capacità può presentarsi già in giovane età o può essere sviluppata. La struttura della competenza interculturale comprende: le conoscenze culturologiche generali e specifiche, la capacità di interagire a livello pratico, la ricettività interculturale e psicologica.

## Fattori che determinano la sensibilità interculturale
Ognuno ha una propria storia personale, una propria vita e, in generale, una propria cultura che comprende un aspetto geografico, etnico, morale, religioso, politico e storico, e un'identità culturale. Nei rapporti personali ciò riguarda naturalmente le persone provenienti da altri ambienti culturali, continenti o paesi, e anche da altre società, di sesso diverso, ecc. (le cosiddette subculture). Anche all'interno della stessa famiglia possono coesistere diversi valori culturali.

## Presupposti
I presupposti fondamentali sono rappresentati dalla sensibilità e dalla sicurezza in sé stessi, dalla comprensione dei comportamenti altrui e modelli mentali, così come dalla capacità di esprimere chiaramente e precisamente il proprio punto di vista; farsi capire e mostrare flessibilità, dove possibile, ed essere chiari, se necessario. Si tratta di un giusto equilibrio tra: conoscenza ed esperienza delle altre culture, individui, nazioni, comportamenti, ecc., la fiducia in sé stessi, la consapevolezza della propria forza, dei propri punti deboli, i bisogni e la stabilità emotiva.

## Differenze culturali
Nell'analisi dei tratti culturali si distinguono i seguenti aspetti: individualismo (stimoli individuali), collettivismo (stimoli di gruppo), femminilità (scelta conflittuale in base al principio di identità, orientamento al gruppo singolo e alla qualità di vita) e mascolinità (scelta conflittuale nella lotta tra pari, competitività), superamento delle incertezze (secondo il formalismo o in opposizione a esso), distanza del potere (differenza reale o sentita tra classi gerarchiche), monocronia (tutte le azioni si svolgono in sequenza) e policronia (più azioni che si svolgono contemporaneamente), segni strutturali (per esempio, inclinazione ai valori, percezione spazio-temporale, impressione selettiva, comunicazione non verbale e modi di comportamento). Secondo questi e altri criteri si distinguono paesi, regioni, società/aziende, gruppi sociali così come gli individui. Le speranze di successo di una collaborazione, in particolare, durante negoziati, cooperazioni, associazioni/unioni, ecc., possono essere realisticamente valutate e persone preparate possono ricoprire posizioni di grande responsabilità.